# The Stanley Parable
The Stanley Parable ist ein von Davey Wreden entwickeltes Adventurecomputerspiel, das auf einer interaktiven Modifikation (Mod) auf der Source-Engine von Valve basiert und im Juli 2011 erschien. Eine HD-Standalone-Version mit neuen Story-Elementen wurde von Wreden und dem Sourcemodellierer William Pugh entwickelt. Das Remake wurde 2012 angekündigt und durch Steam Greenlight zugelassen. Es erschien im Oktober 2013 für Windows, im Dezember 2013 für macOS und im September 2015 für Linux. Ende 2018 wurde unter dem Titel The Stanley Parable: Ultra Deluxe eine Umsetzung für Konsolen sowie als Update für PC mit neuen Enden, zusätzlichen Storypfaden und Gamepad-Steuerung angekündigt. Das Spiel ist am 27. April 2022 erschienen.
Das Spiel kommt ohne Kampfszenen aus, stattdessen steuert man den Protagonisten Stanley durch surreale Umgebungen. Währenddessen wird jeder Schritt von einem Erzähler, gesprochen vom Briten Kevan Brighting, kommentiert. Der Spieler hat die Möglichkeit, mehrere Entscheidungen zu treffen, welche den Weg betreffen. Somit kann man sich gegen die Erzählung entscheiden. Jede Entscheidung bringt ein anderes Ende mit sich. Wreden kam die Idee zu diesem Spiel, nachdem ihm klar wurde, dass die meisten Blockbusterspiele dem Spieler einen Weg aufzwingen und somit wenig Entscheidungsfreiheit lassen. Er entwarf eine Erzählung, die das ändern sollte.

## Handlung
Die Geschichte wird von einer männlichen Hintergrundstimme erzählt, die das Spiel mit einer kurzen Einleitung beginnt, in der man erfährt, dass der Protagonist Stanley in einem Büro arbeitet. Auf seinem Monitor werden Tasten angezeigt, die er anschließend auf seiner Tastatur drückt. Als der Bildschirm eines Tages leer bleibt, fängt Stanley an, das Gebäude zu erkunden. Allerdings merkt er schnell, dass alle Mitarbeiter verschwunden sind.
Ab diesem Punkt kommt man immer wieder an Weggabelungen, bei denen der Erzähler einen Weg vorschlägt. Ob man jetzt der Erzählung folgt oder gegen den Erzähler arbeitet, kann man selbst entscheiden. Somit kann der Erzähler gezwungen werden, seine Geschichte abzuändern. Beispiel: „Als Stanley in einen Raum mit zwei offenen Türen kam, nahm er die Linke.“ Wenn man die linke Tür nimmt, geht die Erzählung normal weiter, nimmt man die rechte: „Dies ist nicht der richtige Weg […].“ Es gab in der ursprünglichen Mod sechs mögliche Enden. Um alle Enden durchzuspielen, benötigte man etwa eine Stunde, so Wreden. In der Neuauflage gibt es 18 mögliche Versionen des Handlungsendes.
Man wird oft zum Nachdenken über den weiteren Handlungsverlauf angeregt. Die Erzählung durchbricht die Vierte Wand an verschiedenen Stellen innerhalb des Spiels.

## Spielprinzip und Technik
The Stanley Parable wird aus der Egoperspektive gespielt. Der Spieler kann sich vorwärts, rückwärts sowie seitwärts bewegen, sich ducken und mit seiner Umgebung interagieren, z. B. Knöpfe drücken oder Türen öffnen. Darüber hinaus gibt es keine weitere Kontrolle über Stanley oder den Verlauf der Geschichte.
Das Remake verändert das grundlegende Gameplay nicht und hält bisherige Wahlmöglichkeiten und Enden bei, fügt aber auch neue hinzu. Als wichtigste Neuerung dient hierbei ein Eimer, der Stanley vom Erzähler zur Beruhigung geschenkt wird. Hebt man diesen zu Beginn eines Spielsdurchlaufs auf, ergeben sich neue Dialoge und Entscheidungsmöglichkeiten.

## Produktionsnotizen
Davey Wreden, zum Zeitpunkt der Mod-Erscheinung 22 Jahre alt, war zur Entwicklung von The Stanley Parable an den unterschiedlichen Erzählstilen von Videospielen interessiert und dachte darüber nach, dass Spieler die Möglichkeit haben sollen, gegen die Erzählung zu arbeiten. Wreden sah es auch als Mittel für seine Karriere als Spieleentwickler an.
Die Erstellung einer kostenlosen Demo stellte Wreden und Pugh vor das Problem, einen Einblick in das schwierig zu erklärende Spielprinzip zu vermitteln, ohne dem Spieler durch das Herausgreifen wesentlicher Elemente die Überraschungsmomente der Vollversion vorwegzunehmen. Daraus entstand das Konzept einer Demo, die keinerlei Inhalte des Hauptprogramms enthält. Ähnlich wie das Hauptprogramm mit der Erwartungshaltung gegenüber einem Computerspiel spielt, wird in der Demo die Erwartungshaltung gegenüber einer Demo-Version gezielt unterlaufen. Das Szenario ist eine virtuelle Führung durch ein Entwicklerstudio, wobei die Erzählerstimme dem Spieler ständig deutlich macht, dass es sich bislang noch nicht um die eigentliche Demo handele. Stattdessen stellt er ihm die einzelnen Produktionsstadien des Herstellungsprozesses vor. Ziel des Erzählers ist es, den Spieler zum Spielen und zur Bewertung der „eigentlichen“ Demo zu bewegen, was ihm jedoch nicht gelingt.
Ein Announcer-Pack für Dota 2 wurde von Wreden und Pugh entwickelt und erschien im Mai 2014.
Im August 2016 erschien eine limitierte Sammleredition des Spiels auf DVD-ROM. Die Deluxe-Edition mit erweitertem Inhalt erschien im April 2022.

## Rezeption

### Mod
Innerhalb von zwei Wochen wurde die Modifikation über 90.000 mal heruntergeladen. Die Mod wurde für den „Seumas McNally Grand“-Preis und den „Excellence in Narrative“-Award bei den jährlich stattfindenden 15. Independent Games Festival (IGF) nominiert. 2011 erhielt das Team den ModDB Editors’ choice Interaction Award.

## Galerie

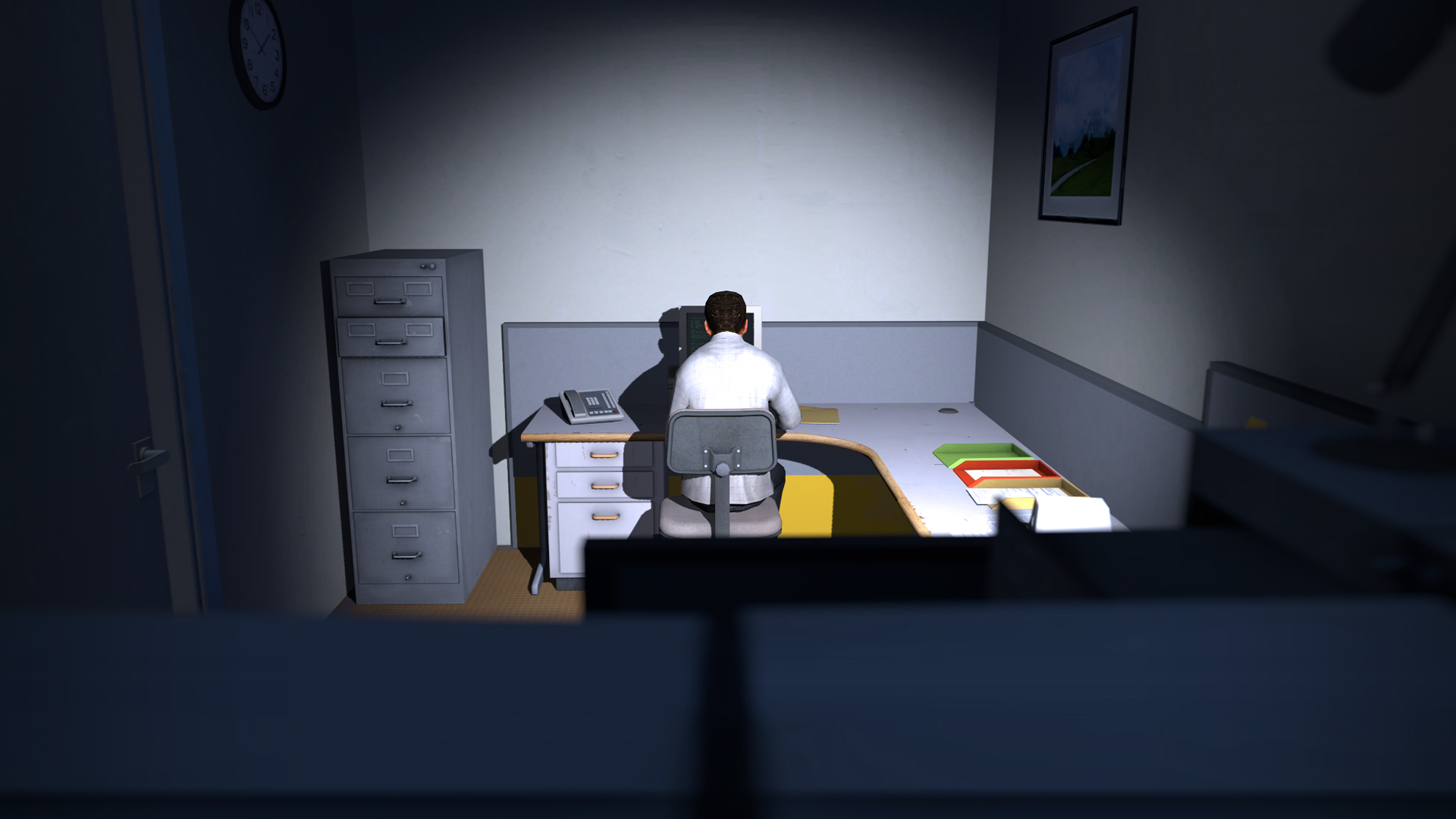
Anfangssequenz
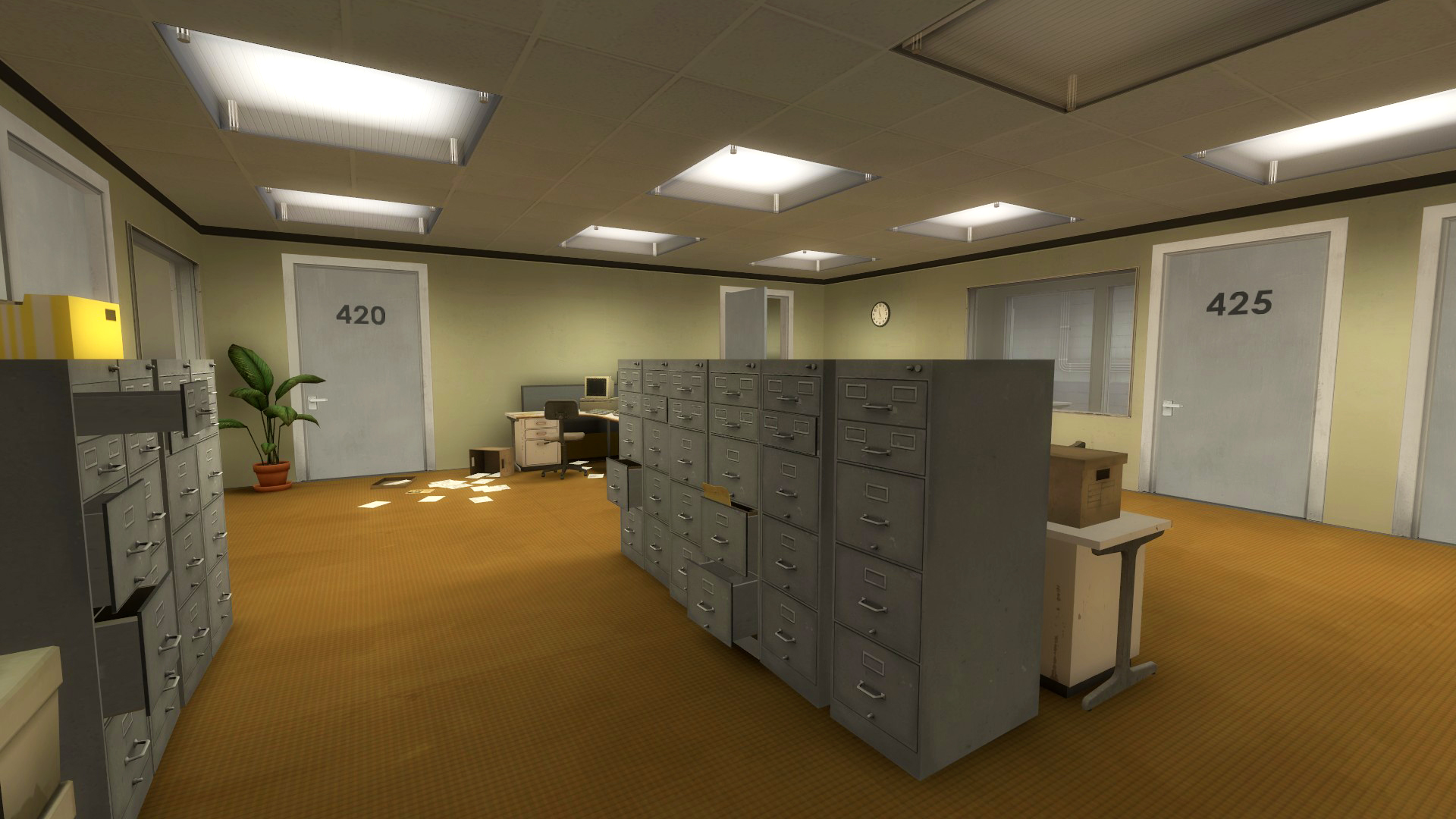
Büro
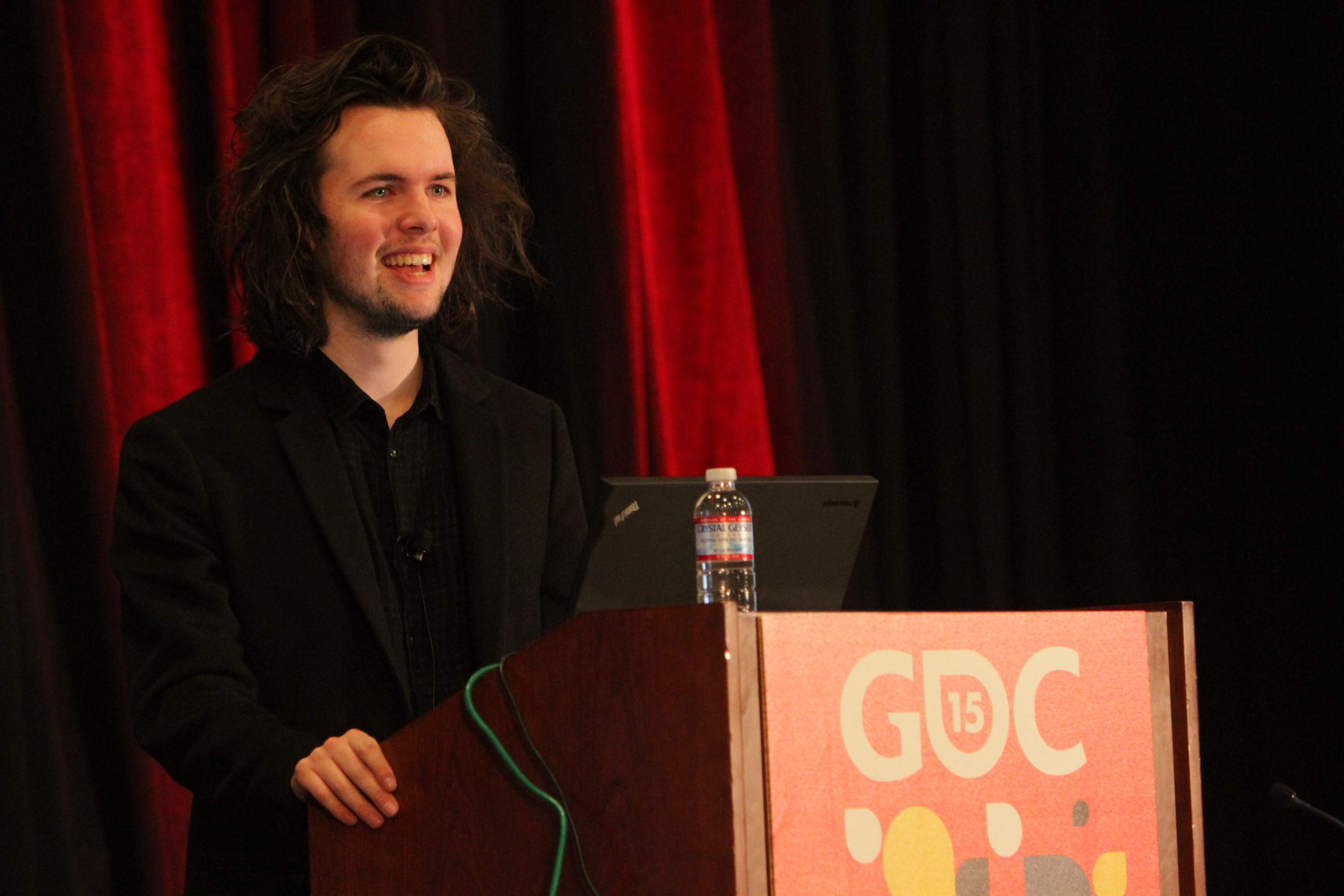
William Pugh
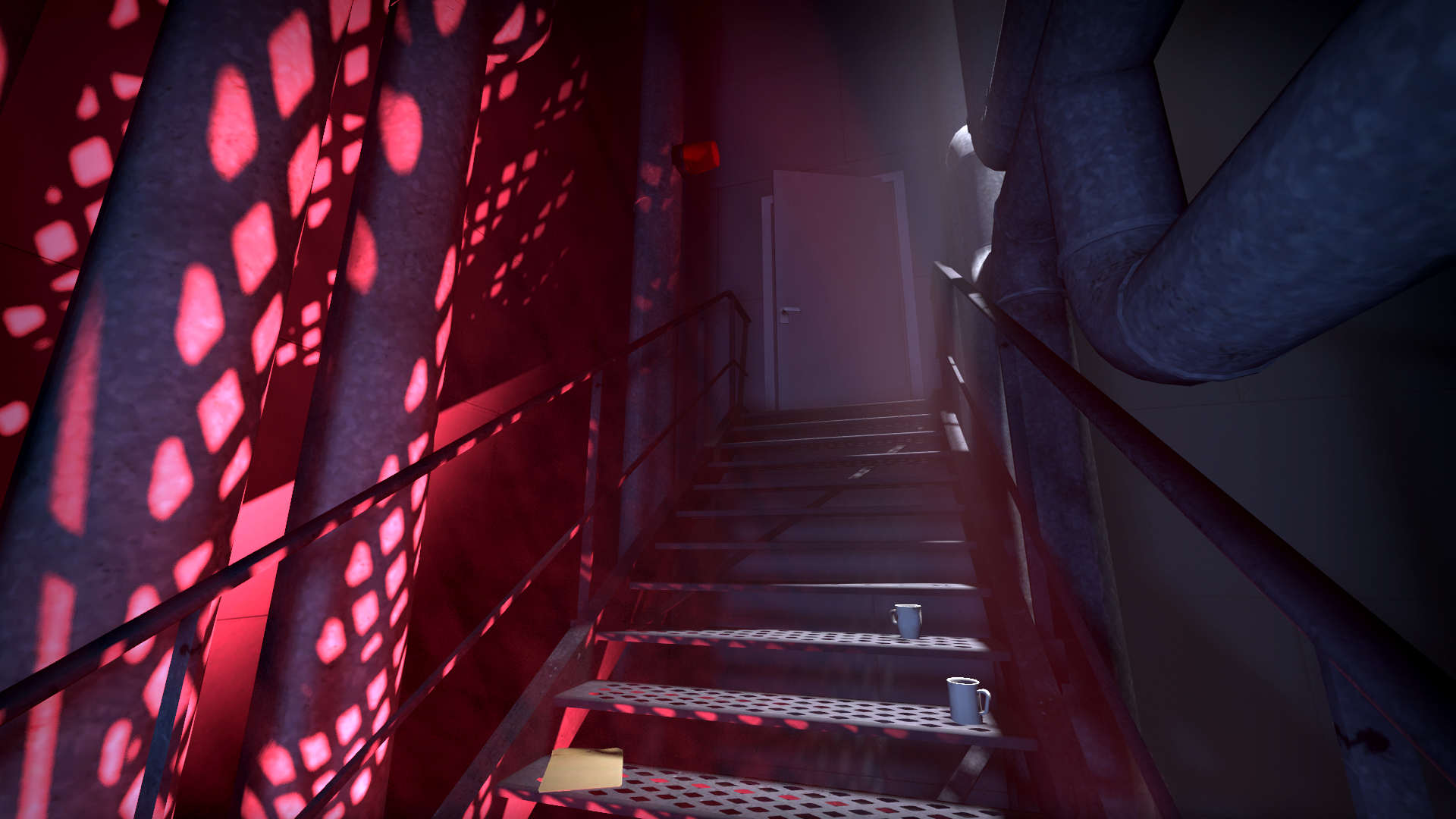
Fabrikkomplex
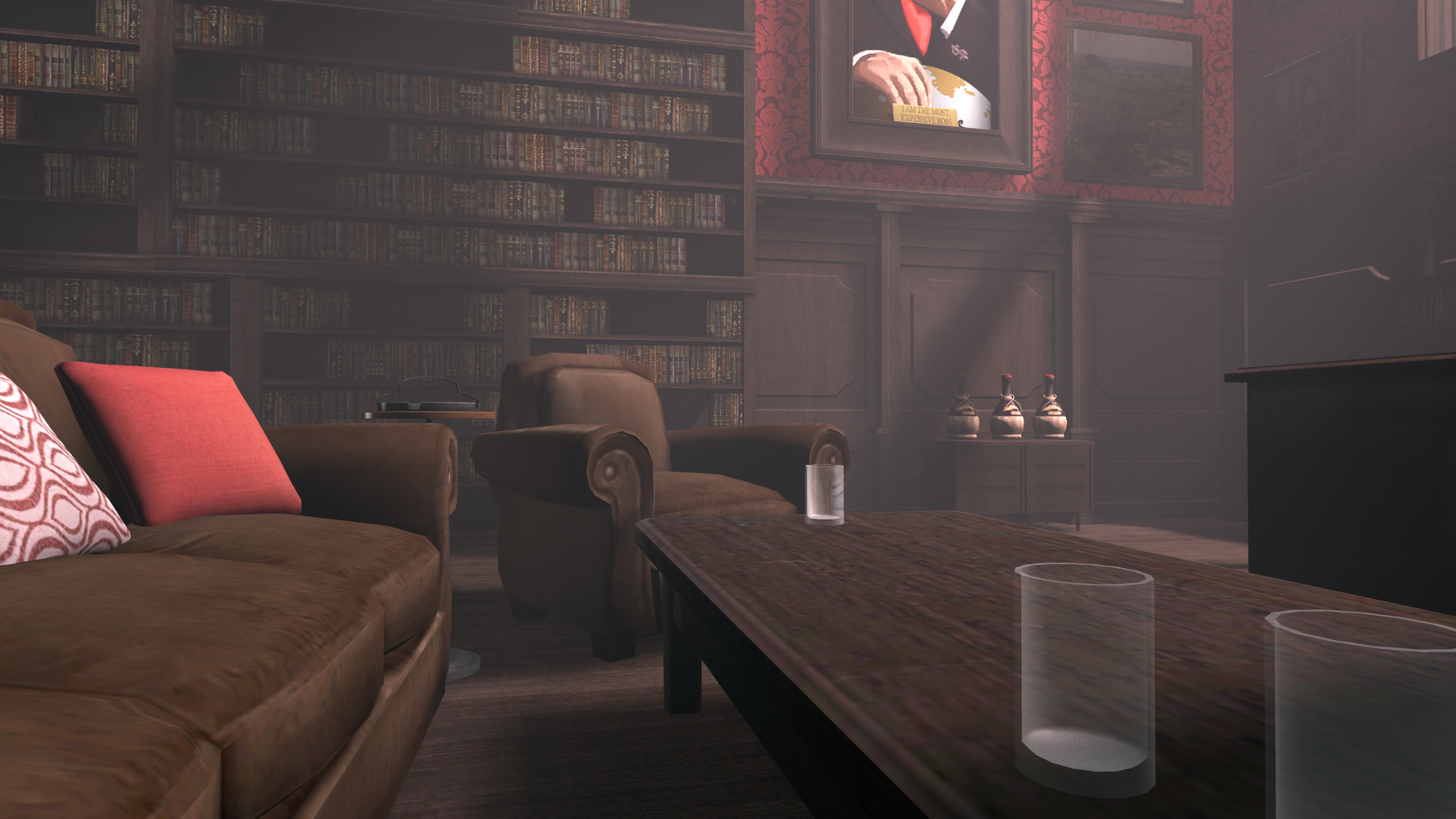
Büro des Chefs